# Катакалон Тарханиот
Катакалон Тарханиот (на гръцки: Κατακαλών Ταρχανειώτης), споменат в историята на Никифор Вриений като Катакалон Катакалос (на гръцки: Κατακαλών Κατακαλός), е византийски сановник и военачалник от XI век, активен по време на управлението на императорите Михаил VII Дука, Никифор III Вотаниат и Алексий I Комнин.
Споменава се за първи път през 1074 г., когато заменя баща си на поста дука на Антиохия и се опитва да потуши бунта на Филарет Врахамий, макар и без успех. Години по-късно, като катепан на Адрианопол, той първоначално се противопоставя на бунта на Никифор Вриений Стари, но в крайна сметка се съюзява с него и участва в битката при Калаврие. През 1094 г. присъства на Влахернския събор, а през 1095 г. защитава Адрианопол по време на куманско нашествие.

## Живот и карирера
Катакалон Тарханиот е син на антиохийския дука Йосиф Тарханиот. Споменава се за първи път през 1074 г., когато умира баща му, а той е назначен на поста му като дука на Антиохия. Същата година избухва бунтът на Филарет Врахамий. Катакалон се опитва да се противопостави на бунтовниците, но не успява да ги спре, а Филарет успява да събере голяма армия, която използва, за да разшири владенията си за сметка на градовете, намиращи се под контрола на Византийската империя.
През 1078 г., като катепан на Адрианопол, Катакалон се изправя срещу въстанието на Никифор Вриений Стари и брат му Йоан Вриений и пише до император Михаил VII и неговия министър Никифорица с молба да му се изпратят допълнителни подкрепления, с които да срази бунтовниците. Не получава помощ и в продължение на няколко дни е принуден да се съпротивлява сам на бунтовниците. Съзнавайки, че рискува живота си за дребна цел, Катакалон се съюзява с Йоан Вриений и се присъединява към бунта му. Този съюз е подпечатан от майката на Вриений, която урежда брак между Елена, сестра на Катакалон, и сина на Йоан Вриений. През същата година Катакалон командва лявото крило на армията на Никифор Вриений по време на битката при Калаври срещу Алексий Комнин и войските, лоялни на новия император Никифор III Вотаниат.
Според печат от 1085 г. Катакалон е притежавал титлата куропалат, а според Никифор Вриений Младши на неизвестна дата той е приел и титлата магистър. Три от съхранените писма на Теофилакт Охридски са адресирани до лицето Тарханиот, за когото има предположение, че е възможно да е бил Катакалон Тарханиот. През 1094 г. Катакалон присъства и на синода, свикан от Алексий I Комнин във Влахерна, за да обсъди въпроса с почитането на иконите. Според списъка на присъстващите Катакалон е бил сенатор. През 1095 г. Катакалон и слепият Никифор Вриений Стари са натоварени със защитата на Адрианопол от куманите.
Според Никифор Вриений Младши той бил човек, отличаващ се с начина си на живот, образованието си и уменията във военното дело. Според същия автор още на младини Катакалон бил по-мъдър и по-благоразумен от всеки друг.

## Препратки
1. 1 2 3 4  PBW, ID: Katakalon 61.
2. ↑  Norwich 1997, с. 238; Kazhdan 1991, с. 2011.
3. ↑  Tobias 1979, с. 200–201; Birkenmeier 2002, с. 57–58; Haldon 2001, с. 128–129; PBW, ID: Katakalon 61.

## Цитирана литература
- Birkenmeier, John W. (2002). The Development of the Komnenian Army: 1081–1180. Leida: Brill Academic Publishers, ISBN 90-04-11710-5
- Haldon, John F.. The Byzantine Wars: Battles and Campaigns of the Byzantine Era. Stroud, Gloucestershire: Tempus Publishing, ISBN 0-7524-1795-9
- ((en)) Jeffreys, M. et al. (eds) (2016). Katakalon Tarchaneiotes, doux of Antioch M / L XI (ID: Katakalon 61). – Prosopography of the Byzantine World. King's College London, ISBN 978-1-908951-20-5, https://pbw2016.kdl.kcl.ac.uk/person/111584/
- Norwich, John Julius (1997). A Short History of Byzantium. New York: Vintage Books, ISBN 978-0-67-977269-9
- ((en)) Kazhdan, Alexander (ed) (1991). The Oxford Dictionary of Byzantium. Oxford and New York: Oxford University Press, ISBN 0-19-504652-8, COBISS.BG-ID: 1107246820, https://archive.org/details/odb_20210521/mode/2up
- Tobias (1979). The Tactics and Strategy of Alexius Comnenus at Calavrytae, 1078, 6, ISSN 0095-4608

|  | Тази страница частично или изцяло представлява превод на страницата Katakalon Tarchaneiotes в Уикипедия на английски. Оригиналният текст, както и този превод, са защитени от Лиценза „Криейтив Комънс – Признание – Споделяне на споделеното“, а за съдържание, създадено преди юни 2009 година – от Лиценза за свободна документация на ГНУ. Прегледайте историята на редакциите на оригиналната страница, както и на преводната страница, за да видите списъка на съавторите. ВАЖНО: Този шаблон се отнася единствено до авторските права върху съдържанието на статията. Добавянето му не отменя изискването да се посочват конкретни източници на твърденията, които да бъдат благонадеждни. |